# Dirceu Arcoverde
Dirceu Arcoverde este un oraș în Piauí (PI), Brazilia.